# Jübar
Jübar település Németországban, azon belül Szász-Anhalt tartományban. Lakosainak száma 1544 fő (2023. december 31.). Jübar Brome, Beetzendorf és Rohrberg községekkel határos.

## Népesség
A település népességének változása:
| Lakosok száma | 1631 | 1579 | 1569 | 1559 | 1544 |
|               | 2017 | 2019 | 2021 | 2022 | 2023 |